# România la Jocurile Olimpice de iarnă din 1964
România a participat la Jocurile Olimpice de iarnă din 1964 cu 27 sportivi care au concurat la 4 sporturi (biatlon, bob, hochei pe gheață și schi fond).

## Participarea românească
După ce absentase de la Jocurile Olimpice de iarnă din 1960, România a trimis la Innsbruck o delegație formată din 27 sportivi (27 bărbați și 0 femei), care au concurat la 4 sporturi cu 6 probe (toate masculine). 
Cel mai bun rezultat obținut de delegația României a fost locul 5 obținut de biatlonistul Gheorghe Vilmoș la proba de 20 km. 
La această ediție s-a înregistrat prima participare la o olimpiadă de iarnă a echipei naționale de hochei pe gheață a României. Între sportivii care formau echipa de hochei a României se număra și brașoveanul Ion Țiriac, care s-a remarcat în anii următori ca jucător de tenis și ulterior ca om de afaceri . După ce a pierdut în calificări cu 2-7 în fața echipei SUA, naționala de hochei a României a evoluat în grupa pentru locurile 9-16, evoluând în 7 meciuri, în care a obținut 3 victorii, 1 egal și 3 înfrângeri. În final, naționala de hochei a obținut locul 12.
Echipajele de bob au obținut rezultate modeste, locurile 13 și 15 la bob - 2 persoane și 15 la bob - 4 persoane. La aceste jocuri olimpice a debutat boberul Ion Panțuru (la bob-2 și la bob-4), participant la patru olimpiade de iarnă și medaliat cu bronz la Grenoble 1968. În afară de Gheorghe Vilmoș, au mai participat alți trei biatloniști, care s-au clasat pe locurile 14 și 27, unul dintre ei abandonând. Schiorul fondist Gheorghe Bădescu a obținut rezultate slabe (39 la 15 km și 54 la 30 km).
La această ediție a Jocurilor Olimpice, România a obținut 2 puncte, ocupând locul 19 în clasamentul pe puncte. 

## Biatlon
| Sportiv             | Probă     | Ținte ratate | Timp                 | Loc           |
| ------------------- | --------- | ------------ | -------------------- | ------------- |
| Gheorghe Vilmoș     | 20 km (m) | 2 (0/1/0/1)  | 1:26.18,0 (+5.51,2)  | 5             |
| Constantin Carabela | 20 km (m) | 0 (0/0/0/0)  | 1:30.59,0 (+10.32,2) | 14            |
| Gheorghe Cimpoia    | 20 km (m) | 2 (0/2/0/1)  | 1:35.44,6 (+15.17,8) | 27            |
| Nicolae Bărbășescu  | 20 km (m) |              | nu a terminat        | nu a terminat |

## Bob
| Sportiv                                                         | Probă                | Rezultat | Rezultat | Rezultat | Rezultat | Rezultat        | Rezultat |
| Sportiv                                                         | Probă                | Manșa 1  | Manșa 2  | Manșa 3  | Manșa 4  | Total           | Loc      |
| --------------------------------------------------------------- | -------------------- | -------- | -------- | -------- | -------- | --------------- | -------- |
| Ion Panțuru Hariton Pașovschi                                   | România I (Bob-2 m)  | 1.07,74  | 1.06,97  | 1.06,92  | 1.07,47  | 4.29,10 (+7,20) | 13       |
| Alexandru Oancea Constantin Cotacu                              | România II (Bob-2 m) | 1.07,31  | 1.08,93  | 1.06,75  | 1.07,26  | 4.30,25 (+8,35) | 15       |
| Ion Panțuru Gheorghe Maftei Constantin Cotacu Hariton Pașovschi | România I (Bob-4 m)  | 1.04,70  | 1.04,89  | 1.05,05  | 1.05,16  | 4.19,80 (+5,34) | 15       |

## Hochei pe gheață

### Masculin
| Echipa | Meciuri                  | Meciuri                                  | Rezultate   | Loc |
| --- | ------------------------ | ---------------------------------------- | ----------- | --- |
| Nicolae Andrei Anton Biro Anton Crișan Zoltan Czaka Ion Ferenz Iulian Florescu Andrei Ioanovici Ștefan Ionescu Alexandru Calamar Dan Mihăilescu Adalbert Naghi Eduard Pană Iosef Sofian Geza Szabo Iuliu Szabo Ion Țiriac Dezideriu Varga | calificări:              | calificări:                              | calificări: | 12  |
| Nicolae Andrei Anton Biro Anton Crișan Zoltan Czaka Ion Ferenz Iulian Florescu Andrei Ioanovici Ștefan Ionescu Alexandru Calamar Dan Mihăilescu Adalbert Naghi Eduard Pană Iosef Sofian Geza Szabo Iuliu Szabo Ion Țiriac Dezideriu Varga | 28 ianuarie 1964         | R.P. Romînă - Statele Unite ale Americii | 2 - 7       | 12  |
| Nicolae Andrei Anton Biro Anton Crișan Zoltan Czaka Ion Ferenz Iulian Florescu Andrei Ioanovici Ștefan Ionescu Alexandru Calamar Dan Mihăilescu Adalbert Naghi Eduard Pană Iosef Sofian Geza Szabo Iuliu Szabo Ion Țiriac Dezideriu Varga | grupa B (locurile 9-16): |                                          |             | 12  |
| Nicolae Andrei Anton Biro Anton Crișan Zoltan Czaka Ion Ferenz Iulian Florescu Andrei Ioanovici Ștefan Ionescu Alexandru Calamar Dan Mihăilescu Adalbert Naghi Eduard Pană Iosef Sofian Geza Szabo Iuliu Szabo Ion Țiriac Dezideriu Varga | 30 ianuarie 1964         | R.P. Romînă - Polonia                    | 1 - 6       | 12  |
| Nicolae Andrei Anton Biro Anton Crișan Zoltan Czaka Ion Ferenz Iulian Florescu Andrei Ioanovici Ștefan Ionescu Alexandru Calamar Dan Mihăilescu Adalbert Naghi Eduard Pană Iosef Sofian Geza Szabo Iuliu Szabo Ion Țiriac Dezideriu Varga | 31 ianuarie 1964         | R.P. Romînă - Japonia                    | 4 - 6       | 12  |
| Nicolae Andrei Anton Biro Anton Crișan Zoltan Czaka Ion Ferenz Iulian Florescu Andrei Ioanovici Ștefan Ionescu Alexandru Calamar Dan Mihăilescu Adalbert Naghi Eduard Pană Iosef Sofian Geza Szabo Iuliu Szabo Ion Țiriac Dezideriu Varga | 2 februarie 1964         | R.P. Romînă - Iugoslavia                 | 5 - 5       | 12  |
| Nicolae Andrei Anton Biro Anton Crișan Zoltan Czaka Ion Ferenz Iulian Florescu Andrei Ioanovici Ștefan Ionescu Alexandru Calamar Dan Mihăilescu Adalbert Naghi Eduard Pană Iosef Sofian Geza Szabo Iuliu Szabo Ion Țiriac Dezideriu Varga | 5 februarie 1964         | R.P. Romînă - Austria                    | 5 - 2       | 12  |
| Nicolae Andrei Anton Biro Anton Crișan Zoltan Czaka Ion Ferenz Iulian Florescu Andrei Ioanovici Ștefan Ionescu Alexandru Calamar Dan Mihăilescu Adalbert Naghi Eduard Pană Iosef Sofian Geza Szabo Iuliu Szabo Ion Țiriac Dezideriu Varga | 6 februarie 1964         | R.P. Romînă - Norvegia                   | 2 - 4       | 12  |
| Nicolae Andrei Anton Biro Anton Crișan Zoltan Czaka Ion Ferenz Iulian Florescu Andrei Ioanovici Ștefan Ionescu Alexandru Calamar Dan Mihăilescu Adalbert Naghi Eduard Pană Iosef Sofian Geza Szabo Iuliu Szabo Ion Țiriac Dezideriu Varga | 8 februarie 1964         | R.P. Romînă - Italia                     | 6 - 2       | 12  |
| Nicolae Andrei Anton Biro Anton Crișan Zoltan Czaka Ion Ferenz Iulian Florescu Andrei Ioanovici Ștefan Ionescu Alexandru Calamar Dan Mihăilescu Adalbert Naghi Eduard Pană Iosef Sofian Geza Szabo Iuliu Szabo Ion Țiriac Dezideriu Varga | 9 februarie 1964         | R.P. Romînă - Ungaria                    | 8 - 3       | 12  |

Clasament grupa B
| Loc | Echipa      | Meciuri jucate | Victorii | Egaluri | Înfrângeri | Goluri marcate | Goluri primite | Golaveraj | Puncte |
| --- | ----------- | -------------- | -------- | ------- | ---------- | -------------- | -------------- | --------- | ------ |
| 9.  | Polonia     | 7              | 6        | 0       | 1          | 40             | 13             | +27       | 12     |
| 10. | Norvegia    | 7              | 5        | 0       | 2          | 40             | 19             | +21       | 10     |
| 11. | Japonia     | 7              | 4        | 1       | 2          | 35             | 31             | +4        | 9      |
| 12. | R.P. Romînă | 7              | 3        | 1       | 3          | 31             | 28             | +3        | 7      |
| 13. | Austria     | 7              | 3        | 1       | 3          | 24             | 28             | -4        | 7      |
| 14. | Iugoslavia  | 7              | 3        | 1       | 3          | 29             | 37             | -8        | 7      |
| 15. | Italia      | 7              | 2        | 0       | 5          | 24             | 42             | -18       | 4      |
| 16. | Ungaria     | 7              | 0        | 0       | 7          | 14             | 39             | -25       | 0      |

## Schi fond
Distanță
| Sportiv          | Probă     | Rezultat             | Rezultat |
| Sportiv          | Probă     | Timp                 | Loc      |
| ---------------- | --------- | -------------------- | -------- |
| Gheorghe Bădescu | 15 km (m) | 56.29,6 (+5.35,5)    | 39       |
| Gheorghe Bădescu | 30 km (m) | 1:46.54,5 (+16.03,8) | 54       |